# Pod Lasem (Maksymilianów)
Pod Lasem – część wsi Maksymilianów w Polsce, położona w województwie świętokrzyskim, w powiecie ostrowieckim, w gminie Bałtów. Wchodzi w skład sołectwa Maksymilianów.
W latach 1975–1998 Pod Lasem administracyjnie należało do województwa kieleckiego.
Wierni Kościoła rzymskokatolickiego należą do parafii Matki Bożej Bolesnej w Bałtowie.